# St. Petrus (Behrungen)

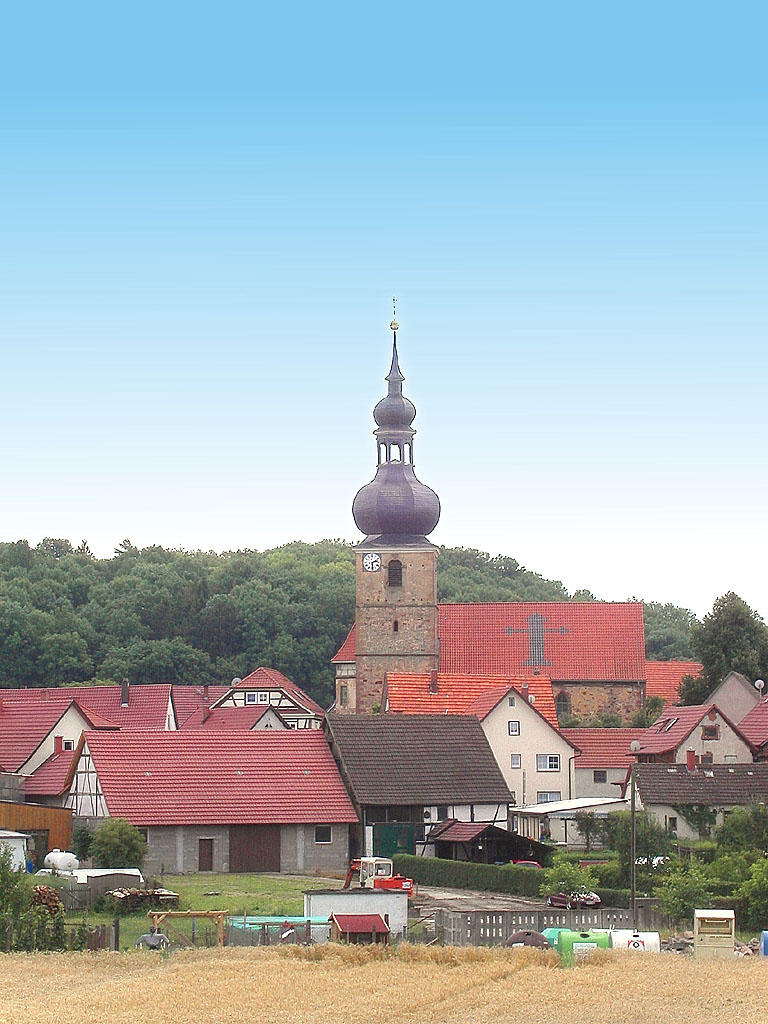
Pfarrkirche St. Petrus

St. Petrus ist die Pfarrkirche von Behrungen, einem Ortsteil der Gemeinde Grabfeld im südlichen Landkreis Schmalkalden-Meiningen in Thüringen.

## Geschichte
Ein in Stein gehauenes Wappen an der Südwand des Kirchenschiffes mit dem Schlüssel des Petrus und der Jahreszahl 1519 ist der Hinweis auf den ersten Kirchenbau in Behrungen, der 1618 erweitert wurde. Im Dreißigjährigen Krieg wurde die Kirche eingeäschert. 1656 wurde die Kirche wieder eingeweiht, wie dem Schlussstein im gotischen Torbogen des Portals auf der Nordseite zu entnehmen ist. Der Kirchturm bekam erst 1715 seine heutige Gestalt. 1798 wurde die Kirche umgebaut.

## Baubeschreibung
Die rechteckige, mit einem Satteldach bedeckte Saalkirche hat einen eingezogenen Chor mit polygonalem Abschluss. Der Chor ist mit einem Kniestock aus Holzfachwerk erhöht. Der Turm ist nördlich an den Chor angebaut. Er trägt eine bauchige Haube, auf der eine Laterne thront. Über dem Nordfenster des Obergeschosses des Turmes befindet sich ein Gaffkopf.
Im Erdgeschoss des Turms befindet sich die Sakristei. Sie hat ein Kreuzrippengewölbe. An der Nord- und Westseite des Kirchenschiffs sind doppelte Emporen vorhanden. Im Chor gibt es eine Empore für die Orgel.

## Ausstattung
Die Kanzel stammt aus der 2. Hälfte des 17. Jahrhunderts. Hinter der Chorschranke befindet sich ein beidseitig von Säulen flankiertes Altarretabel, auf dem das Abendmahl dargestellt ist.
Auf dem Orgelprospekt aus dem 18. Jahrhundert stehen lebensgroße Statuen von Petrus und Paulus.
In den Orgelprospekt hat 1899 der Schmiedefelder Orgelbauer Alfred Kühn die Orgel mit 22 Registern eingebaut, verteilt auf 2 Manuale und Pedal.